# Commando François
 (mars 2021).
Pour les articles homonymes, voir François.
Le commando François est un ancien commando de fusiliers-marins, aujourd’hui inopérationnel, ayant servi pour la France durant la guerre d’Indochine. Il fut créé en 1947 en hommage au lieutenant de vaisseau François Jacques, mort avec sa flottille amphibie dans la région du Ninh-Binh. Ce commando a été dissous à la suite d'un assaut des Vietminh, en 1951, ayant causé la mort d’un grand nombre de membres. En raison de ces nombreuses pertes, l’Etat-Major des Armées n’a pas recruté d’autres membres. Cette fin tragique marqua donc l’arrêt des missions pour ce commando d’élite.

## Historique d’appellation
Le commando François porte son nom en l’honneur du lieutenant de vaisseau Jacques François, tué au Tonkin le 6 janvier 1947 en commandant une flottille amphibie sur le fleuve Rouge.

## Missions

### Madagascar
À Madagascar, en octobre 1947, le commando François participe à la pacification de cette grande île pendant cinq mois, dans le secteur de Fénerive (Nord-Est). Ils resteront 140 jours au total sur l'île malgache dont 101 jours dans la brousse, à parcourir 2 500 kilomètres à pied et ont reçu les félicitations du haut-commissaire.

### Indochine
Le commando François débarqua ensuite en Indochine.
Le 23 avril 1949, le commando François progresse dans la région de An-Thoi tenue par les rebelles vietminhs. Lors du passage d'un pont de singe, il tombe dans une embuscade ; 7 commandos marines sont tués et 6 blessés sérieusement.
Pour les faits d’armes du commando François en 1949, il obtient deux citations l'une en 1950 et l(autre en 1951.
-       Citation à l’ordre de l’armée de mer par une décision du 24 octobre 1950 :
« Sous le commandement du lieutenant de vaisseau Vedel, a participé de juin 1948 à décembre 1949, à plus de 40 opérations dans les secteurs fluviaux et maritimes de Cochinchine, du Cambodge et du Tonkin, effectuant près de 80 débarquements en zone rebelle. En novembre 1948 a efficacement contribué au rétablissement de l’ordre à Mahé (Indes françaises). Le 31 mars 1948, a participé à un audacieux coup de main à Sa Huyn (sud Annam) détruisant un camp rebelle et de nombreuses jonques de transport. Le 23 avril 1949 dans la région de Mocay (Cochinchine) a supporté tout le poids d’une violente attaque rebelle, perdant 7 tués et 6 blessés dont deux officiers, mais permettant par son héroïque résistance, l’arrivée de renforts et la prise d’un PC fortement protégé et défendu. En mai et juin 1949, au cours d’une série d’opérations dans les bouches du Mékong et en rivière de Saïgon, a puissamment contribué à la désorganisation de l’effort de guerre rebelle en s’emparant de deux usines, d’une importante cartoucherie et d’une imprimerie, capturant plusieurs camps viet minh, récupérant ou détruisant 8 tonnes de munitions et 400 tonnes d’approvisionnement divers dont 20 tonnes de matériel de guerre ainsi que de nombreuses jonques de transport. En toutes circonstances cette magnifique unité a donné un bel exemple de cohésion, d’ardeur et de valeur militaire. »
-       Citation à l’ordre de l’armée de mer par une décision du 26 avril 1951 :
« Commando qui a toujours fait preuve des plus belles qualités guerrières au cours de ses opérations en Indochine. Depuis le mois de septembre 1948, engagé sous le commandement du lieutenant de vaisseau Vedel pendant 150 jours, n’a cessé de se signaler par son mordant et son activité. En particulier à Mocay, au cours d’un dur accrochage, malgré la perte de 7 tués et 6 blessés graves, il a infligé aux rebelles des pertes évaluées à 60 tués et 50 blessés et les a mis en fuite. 10 tonnes de munitions et 10000 tonnes d’approvisionnement, principalement en paddy, 3000 jonques et sampans soustraits à l’économie rebelle témoignant de l’efficacité de son action. ».
Par ailleurs, par une décision du 17 mars 1951 le commando François titulaire de deux citations à l’ordre de l’armée de mer se voit attribuer la fourragère aux couleurs de la croix de guerre des théâtres des opérations extérieures 
En mai 1951, il se positionne ensuite dans une église abandonnée et en ruine. Mais le général Giap, un officier Vietminh, avait prévu un assaut avec 8 000 hommes à ses côtés. Les soixante-seize hommes du commando François (composé de soixante-quatorze européens et deux supplétifs vietnamiens) ne se doutaient pas que l'embuscade était d’une telle envergure.
C’est dans la nuit du 28 au 29 mai, à 4 h du matin, à l’aube, que le commando est encerclé. Malgré une défense acharnée, à cause du manque de munitions et du nombre d’ennemis, il finit par succomber sous l'assaut des Vietminhs. Au total, quarante-neuf hommes périront lors de cette bataille ou fusillés par les Vietminhs. Certains réussiront à s’échapper afin de rejoindre le poste allié situé dans la région du Ninh-Binh. Sous le feu des mitrailleuses ennemies, ils réussiront à sortir de cette église afin d’informer l’état-major français de l’assaut que le commando François subit. Le lieutenant de vaisseau Labbens, qui commande le commando François, ordonne aux troupes de se diviser en groupe afin d’augmenter les chances de survie de ses hommes. S’ils étaient restés dans l’église, tous seraient fait tuer ou capturer par l’ennemi. Alors les bérets verts se divisèrent ainsi, et cela put permettre d’avoir des survivants du commando François,.